# Las ratas (película de 1963)
Las ratas es una película en blanco y negro coproducción de Argentina y España dirigida por Luis Saslavsky sobre su propio guion escrito en colaboración con Emilio Villalba Welsh según la novela de José Bianco que se estrenó el 22 de agosto de 1963 y que tuvo como protagonistas a Aurora Bautista, Alfredo Alcón, Bárbara Mujica y Juan José Míguez. Esta película marcó el retorno del director al cine argentino luego de estar exiliado en España por razones políticas durante el gobierno peronista.

## Sinopsis
La tragedia aparece en la relación entre un joven, su madrastra y su hermano.

## Reparto
- Aurora Bautista
- Alfredo Alcón
- Bárbara Mujica
- Juan José Míguez
- Antonia Herrero
- Fernando Martín
- Ariel Absalón
- José Maurer
- Mecha López
- Gilberto Rey

## Comentarios
La revista Primera Plana opinó:

”Este film le permite insistir (al director) en el refinamiento visual, la soltura narrativa y la exasperación melodramática de sus mejores obras.”

Juan Ardiles Gray escribió en La Gaceta de Tucumán:

”Un excelente elenco y muy buenos elementos técnicos desaprovechados por una dirección rutinaria y sin originalidad.”